# Impianto frenante misto
Un impianto frenante si dice di tipo misto quando su un autoveicolo (o motoveicolo) sono presenti, su due assi diversi, freni con principi di funzionamento differenti.
La totalità degli impianti frenanti di tipo misto prevedono la presenza di freni a disco sull'asse anteriore e di freni a tamburo sull'asse posteriore.

## Storia
La diffusione di questo tipo schema s'è ampliata molto a partire dagli anni sessanta, quando iniziarono a essere impiegati massicciamente, dapprima sulle autovetture ad alte prestazioni, poi anche su quelle di categoria inferiore, freni a disco all'avantreno. Nei decenni precedenti, invece, c'era un uso generalizzato dei freni a tamburo su tutte le ruote.
Ancora oggi l'impianto frenante misto è presente sulla maggior parte delle citycar e delle vetture del segmento B (sia pure associato al sistema frenante antibloccaggio ABS), mentre nelle fasce superiori è più diffusa la più raffinata soluzione dei freni a disco su tutte le ruote (che permette, tra l'altro, l'utilizzo di ABS più sofisticati).

## Motivo del loro utilizzo
Dato il maggior costo produttivo dei freni a disco rispetto a quelli a tamburo e la generale ripartizione della frenata in misura preponderante sulle ruote anteriori, l'adozione di dischi sull'asse anteriore consentiva un sensibile miglioramento della frenata senza aggravare troppo i costi produttivi. I dischi, inoltre, si raffreddano meglio dei tamburi, garantendo una miglior efficienza sotto sforzo.

## Mezzi
Esempi di autovetture popolari con impianto frenante misto:
- Mini Cooper 1.0 (1961)
- Citroën Ami 8 (1968)
- Citroën LN (1976)
- Autobianchi A112 (1969)
- Fiat 850 Sport Coupé (1964)
- Fiat 850 Sport Spider (1965)
- Fiat 850 Special (1968)
- Fiat 127 (1971)
- Ford Fiesta MK 1 (1976)
- Audi 50 (1974)
- Innocenti Mini 90 (1974)
- Renault 5 (1972)
- Peugeot 104 (1972)
- Volkswagen Polo I (1975)